# Krzysztof Teodor Toeplitz

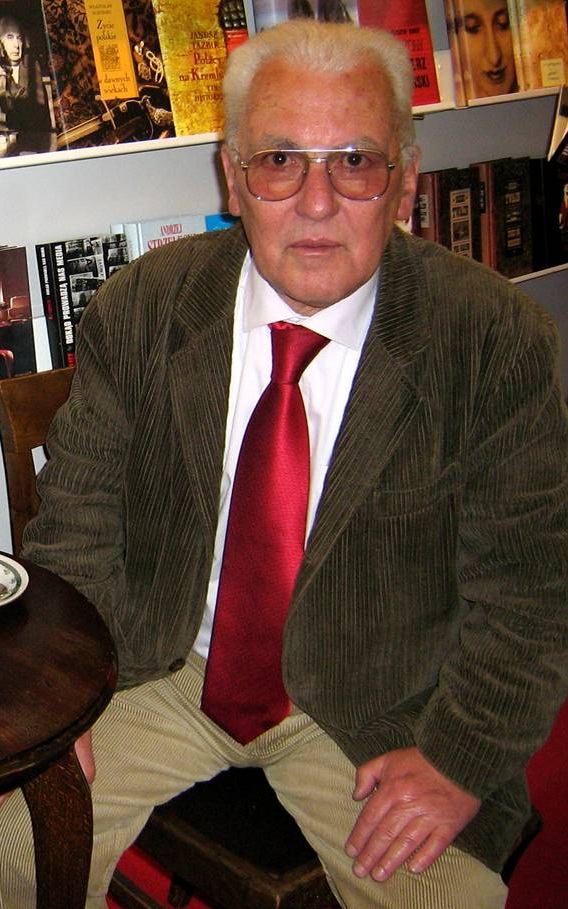
Krzysztof Teodor Toeplitz

Krzysztof Teodor Toeplitz (* 28. Januar 1933 in Otrębusy bei Pruszków; † 30. März 2010 in Warschau) war ein polnischer Journalist, Publizist, Filmkritiker und Drehbuchautor.

## Leben
Krzysztof Toeplitz studierte nach dem Abitur am Warschauer Stefan Batory Gymnasium Kunstgeschichte an der Universität Warschau. Er schloss das Studium 1955 ab. Bereits 1952 hatte er begonnen als Journalist zu arbeiten, zunächst bei dem Kulturmagazin Nowa Kultura (1952–1959), dann beim Przegląd Kultury (1959/60) und dem Magazin Kultura (1965–1969, 1975–1981). Er war Chefredakteur des Magazins Szpilki (1969–1975) und der Tageszeitung Nowa Europa (1991/92) und ab 1994 der Zeitung Wiadomości Kulturalnych. In den 1980er Jahren hatte er eine Kolumne im Wochenmagazin Polityka. Bis zu seinem Tod war er Kolumnist beim Wochenmagazin Przegląd und schrieb täglich Kommentare ebenfalls in Form von Kolumnen für die Tageszeitung Trybuna.
Für den polnischen Film begann er in den 1950er Jahren zu arbeiten. Von 1955 bis 1958 war er Chefdramaturg der Filmproduktionsfirma Filmstudio Kadr von Jerzy Kawalerowicz. Diese Funktion hatte er dann noch einmal von 1981 bis 1987 inne. Der erste Film nach einem Drehbuch von Toeplitz erschien 1959. Gemeinsam mit Regisseur Jerzy Gruza schuf er in den 1970er Jahren die populäre Fernsehserie Czterdziestolatek (dt. Die Vierzigjährigen). Von 1974 bis 1977 entstanden 21 Folgen der komödiantisch-satirischen Familienserie, die das Leben und die Lebenskrisen eines 40-jährigen Bauleiters und seiner Familie in Warschau zu Zeiten des Baubooms der Ära Edward Gierek zeigte. Noch heute wird die Serie regelmäßig im polnischen Fernsehen wiederholt. Toeplitz schrieb mit Gruza in den 1990er Jahren eine Fortsetzung unter dem Titel Czterdziestolatek – Zwanzig Jahre später.
Toeplitz war außerdem von 1973 bis 1980 als Dozent an der Staatlichen Theaterhochschule PWST in Warschau tätig. Von 1983 bis 1990 unterrichtete er an der Filmhochschule Łódź, deren ehemaliger Rektor sein Onkel Jerzy Toeplitz war. Außerdem war er Autor unterschiedlicher Kultursendungen im Fernsehen und diverser kulturwissenschaftlicher und kulturkritischer Bücher. Er war außerdem einer der ersten, die in Polen Comics als Kunstform behandelten. 1985 erschien das erste ernsthafte Buch über die Kunst der Comics in Polen überhaupt.
Sein Sohn mit der Ballerina und Choreographin Krystyna Mazurówna ist der Musiker Kasper T. Toeplitz.

## Filmographie (eine Auswahl)
- 1959 – Pan Anatol szuka miliona – Regie: Jan Rybkowski
- 1970 – Der Specht (Dzięcioł) – Regie: Jerzy Gruza
- 1976 – Ich bin ein Schmetterling (Motylem jestem, czyli romans 40-latka)
- 1981 – Fieber (Gorączka) – Regie: Agnieszka Holland

## Bibliographie (eine Auswahl)
- 1964 – Kino dla wszystkich
- 1967 – Sekrety Filmu
- 1968 – Akyrema
- 1970 – Mieszkańcy masowej wyobraźni
- 1983 – 16 miesięcy: felietony (sierpień 1980 – grudzień 1981)
- 1985 – Sztuka komiksu
- 2004 – Rodzina Toeplitzów. Książka mojego ojca
- 2006 – Dokąd prowadzą nas media